# Gereon
Gereon ist ein männlicher Vorname.

## Herkunft und Bedeutung des Namens
Der Name bezieht sich auf den heiligen Gereon von Köln. Herkunft und Bedeutung sind unklar, möglicherweise kommt der Name aus dem Griechischen und bedeutet „der Älteste“.

## Varianten
Gerion, Geri, Gery, Gerri, Gerry, französisch: Géréon

## Namenstag
10. Oktober

## Namensträger
- Gereon von Köln
- Gereon Ausserlechner (1904–1944), österreichischer Prämonstratenser und Widerstandskämpfer
- Klaus Gereon Beuckers (* 1966), deutscher Kunsthistoriker
- Gereon Bollmann (* 1953), deutscher Jurist und Politiker (AFD)
- Gereon R. Fink (* 1964), deutscher Neurologe und Neurowissenschaftler
- Maximilian Gereon von Galen (1832–1908), Weihbischof der Diözese Münster
- Gereon Goldmann (1916–2003), deutscher Franziskanerpater, in Japan und Indien tätig
- Otto Gereon von Gutmann zu Sobernheim (* 1571/72; † 1638), Weihbischof in Köln
- Gereon Krahforst (* 1973), deutscher Kirchenmusiker und Komponist
- Gereon Krebber (* 1973), deutscher Bildhauer
- Gereon Lepper (* 1956), deutscher Bildhauer
- Gereon Motyka (1892–1969), Chorherr und Prior des Prämonstratenserordens
- Gereon Rath ist eine literarische Figur des oberbergischen Schriftstellers Volker Kutscher. Der 9-teilige Roman-Zyklus über den Kölner Kommissar wurde in bislang vier TV-Serien-Staffeln als Babylon Berlin verfilmt (Stand: Herbst 2023)
- Gereon Niedner-Schatteburg (* 1959), deutscher Physiker und Chemiker
- Albert Gereon Stein (1809–1881), deutscher katholischer Kirchenmusiker und Priester
- Gereon Wolters (Philosoph) (* 1944), deutscher Philosoph
- Gereon Wolters (Jurist) (* 1966), deutscher Rechtswissenschaftler und Hochschullehrer

### Familienname
- Henrique Geraldo Martinho Gereon (* 1937), deutsch-brasilianischer römisch-katholischer Geistlicher

## Ortsname
Im französischen Département Loire-Atlantique gibt es einen Ort namens Saint-Géréon, der auf den heiligen Gereon Bezug nimmt.